# Rudolf Graf (Politiker)
Rudolf Graf (* 9. April 1910 in Niederplöttbach; † 2. April 1979 in Steyr) war ein österreichischer Politiker (ÖVP) und Landwirt. Er war von 1956 bis 1970 Abgeordneter zum Österreichischen Nationalrat.

## Leben
Graf besuchte nach der Volksschule eine landwirtschaftliche Fachschule und war in der Folge beruflich als Landwirt tätig.

## Politik
Im politischen Bereich engagierte er sich als Obmann der Bezirksbauernkammer in der Stadt Haag und war zudem als Obmannstellvertreter des Niederösterreichischen Bauernbundes aktiv. Er wirkte zudem ab 1945 auf lokalpolitischer Ebene als Bürgermeister der Gemeinde Haidershofen (Bezirk Amstetten) und vertrat des Weiteren die Österreichische Volkspartei zwischen dem 8. Juni 1956 und dem 31. März 1970 als Abgeordneter im Österreichischen Nationalrat.

## Auszeichnungen
- Ihm wurde der Berufstitel Ökonomierat verliehen.
- 1969: Großes Ehrenzeichen für Verdienste um die Republik Österreich[1]